# تیم ملی هندبال لبنان
تیم ملی هندبال لبنان (انگلیسی: Lebanon national handball team) نمایندهٔ کشور لبنان در مسابقات بین‌المللی ورزش هندبال است.